# Rolf Herber
Rolf Herber (* 23. März 1929 in Aachen; † 15. Juli 2020) war ein deutscher Jurist und Hochschullehrer.

## Leben
Er studierte ab 1949 Rechtswissenschaft in Köln (1952 erste juristische Staatsprüfung). Nach der Promotion 1956 an der Universität Köln und der zweiten juristischen Staatsprüfung 1957 war er Richter am Landgericht Bonn. Von 1958 bis 1984 war er Referent im Bundesjustizministerium (ab 1974 Leiter Unterabteilung Handelsrecht und Gesellschaftsrecht). 1974 wurde er Honorarprofessor an der Universität Frankfurt am Main. Von 1984 bis zur Emeritierung 1995 war er Professor (C4) für Handelsrecht, insbesondere Seehandelsrecht an der Universität Hamburg.

## Schriften (Auswahl)
- Grundlagen und aktuelle Probleme des deutschen und internationalen Seefrachtrechts. Köln 1987, ISBN 3-8145-0170-5.
- Das neue Haftungsrecht der Schiffahrt. Das deutsche See- und Binnenschiffahrtsrecht nach dem 2. Seerechtsänderungsgesetz. Systematische Einführung und Erläuterung der neuen Vorschriften. Kehl am Rhein 1989, ISBN 3-88357-058-3.
- Seefrachtvertrag und Multimodalvertrag. Aktuelle Entwicklungen. Köln 2000, ISBN 3-8145-9170-4.
- Seehandelsrecht. Systematische Darstellung. Berlin 2016, ISBN 3-89949-211-0.